# Randa
Pour les articles homonymes, voir Randa (homonymie).
Randa [ˌranˈdaː] est une commune suisse, située dans le district de Viège, dans la partie alémanique du canton du Valais.

## Géographie
Randa se trouve dans la vallée de Saint-Nicolas, sur la rive droite de la Viège de Zermatt à la base occidentale du Dom des Mischabel, à 25,7 km au sud-sud-ouest de Viège et à 11 km au nord-nord-est de Zermatt.
C'est la troisième commune la plus haute de la vallée. Le point le plus bas de la commune se trouve à 1 270 m d'altitude, à la frontière de la commune de Saint-Nicolas. Le point le plus haut est le Dom des Mischabel qui culmine à 4 545 m d'altitude.[réf. souhaitée]
La commune comprend le village de Randa et les hameaux Lerch, Wildi et Attermänze.

## Toponymie
Le nom de la commune, qui se prononce [ˌranˈdaː], dérive du vieux celtique *randa, qui désigne une limite ou une frontière,.
Sa première occurrence écrite date de 1305.

## Histoire
Le village de Randa a été fondé en 1290. Il est mentionné la première fois en 1305. Le nom même de Randa signifie "frontière". Jusqu’en 1552, Randa, ainsi que Täsch, appartenaient au district de Naters. Les premiers règlements communaux furent établis en 1590. L’église baroque fut construite en 1717 et reçut un maître-autel du sculpteur Anton Sigristen de Glis en 1735. Elle est pourvue de fresques en 1932 par le peintre J. Salzgeber.
Pendant la Seconde Guerre mondiale, il a hébergé un camp de réfugiés où ont été assignés à résidence, entre autres, Boris Mouravieff et son épouse.
Le village de Randa fut frappé à plusieurs reprises par diverses catastrophes naturelles, comme en 1636, 1720 et 1737. En 1819, le village fut pratiquement totalement détruit par une avalanche et en 1991, le village subit d’importants dégâts à la suite de l’éboulement du massif du Grossgufer.

### Éboulement du Grossgufer

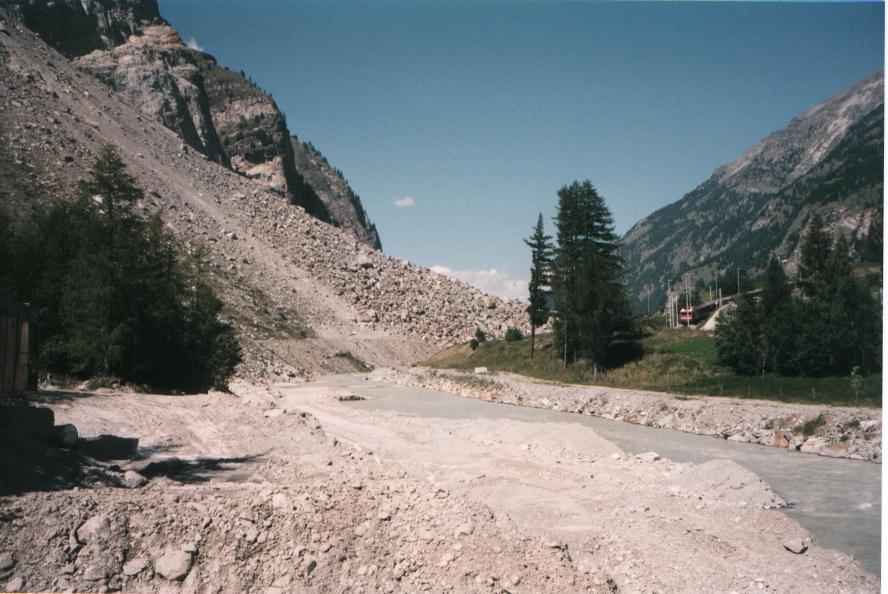
Éboulement de Randa.

En 1991, un important éboulement du Grossgufer se produisit en deux temps près de Randa. Le 18 avril 1991, le premier éboulement provoqua un séisme de magnitude 3. Le 9 mai, un deuxième effondrement, plus important, bloqua une bonne partie de la vallée et la voie ferrée qui mène à Zermatt. La catastrophe enleva environ 30 millions de m3 de roche du versant. Plusieurs chalets et fermes inoccupés furent dévastés, 35 moutons et 7 chevaux périrent. Au total, 33 bâtiments furent détruits.
Un nuage de poussière recouvrit les villages et les dégâts se montèrent à 80 millions de francs suisses.
Le cône de l'éboulis provoqua une inondation, le lit de la rivière Vispa étant comblé. Les géologues attribuèrent la catastrophe à des infiltrations d'eau dans un massif instable, sa dégradation pouvant avoir été accélérée par des séismes.

## Population et société

### Surnom
Les habitants de la commune sont surnommés d'Turta, soit les tourtes en dialecte haut-valaisan.

### Démographie

#### Évolution de la population
La commune compte 461 habitants au 31 décembre 2023 pour une densité de population de 8 hab/km2. Sur la période 2010-2023, sa population a augmenté de 5,3 % (canton : 17,0 % ; Suisse : 9,4 %).  

#### Pyramide des âges
En 2023, le taux de personnes de moins de 30 ans s'élève à 28,2 %, au-dessous de la valeur cantonale (31 %). Le taux de personnes de plus de 60 ans est quant à lui de 26,8 %, alors qu'il est de 27,5 % au niveau cantonal.
La même année, la commune compte 235 hommes pour 226 femmes, soit un taux de 51 % d'hommes, supérieur à celui du canton (49,9 %).
| Hommes | Classe d’âge | Femmes |
| ------ | ------------ | ------ |
| 0,9    | 90 ans ou +  | 1,8    |
| 7,2    | 75 à 89 ans  | 10,2   |
| 16,2   | 60 à 74 ans  | 17,3   |
| 24,3   | 45 à 59 ans  | 16,8   |
| 23,4   | 30 à 44 ans  | 25,7   |
| 11,9   | 15 à 29 ans  | 18,1   |
| 16,2   | - de 14 ans  | 10,2   |

| Hommes | Classe d’âge | Femmes |
| ------ | ------------ | ------ |
| 0,6    | 90 ans ou +  | 1,3    |
| 8,0    | 75 à 89 ans  | 10,1   |
| 17,1   | 60 à 74 ans  | 17,9   |
| 21,0   | 45 à 59 ans  | 20,7   |
| 21,3   | 30 à 44 ans  | 20,1   |
| 17,3   | 15 à 29 ans  | 16,0   |
| 14,7   | - de 14 ans  | 14,0   |

## Pont suspendu
La passerelle suspendue Charles Kuonen, la plus longue passerelle suspendue au monde (jusqu'au 29 avril 2021), a été inaugurée le 29 juillet 2017. Elle se trouve sur le parcours de la Voie Européenne de Randonnée (Europaweg (de)) menant de Grächen à Zermatt. Longue de 494 mètres, large de 65 centimètres, elle domine de 85 mètres le fond de la vallée. Depuis le 29 avril 2021 la passerelle 516 Arouca est plus longue de 22 m.

## Héraldique
| Blason | Blasonnement : « Tranché de gueules à l'étoile à six rais d'argent et de sinople à l'edelweiss du second, boutonné d'or, une bande d'argent brochant sur la partition. » |

Les armoiries communales valaisannes sont soumises à l'approbation du Conseil d'État.

## Honneur
L'astéroïde (3928) Randa porte son nom.